# Trichomalus placidus
Trichomalus placidus är en stekelart som först beskrevs av Walker 1834.  Trichomalus placidus ingår i släktet Trichomalus och familjen puppglanssteklar. Inga underarter finns listade i Catalogue of Life.